# مالكوم غرينجر
مالكوم غرينجر (11 أغسطس 1975 في زيمبابوي - ) (بالإنجليزية: Malcolm Grainger)‏ هو لاعب كريكت زيمبابوي. لعب مع Matabeleland cricket team ‏.

## وصلات خارجية
- مالكوم غرينجر على موقع إي آس بي آن كريك إنفو (الإنجليزية)